# Euphorbia helenae
Euphorbia helenae är en törelväxtart som beskrevs av Ignatz Urban. Euphorbia helenae ingår i släktet törlar, och familjen törelväxter.

## Underarter
Arten delas in i följande underarter:
- E. h. grandifolia
- E. h. helenae